# 永井隆 (医学博士)
永井 隆（ながい たかし、1908年〈明治41年〉2月3日 - 1951年〈昭和26年〉5月1日）は、日本の医学博士、随筆家。『長崎の鐘』や『この子を残して』等の著書がある。

## 生涯

### 生い立ち
1908年（明治41年）2月3日、島根県松江市にて、医師であった父・寛と母・ツネの長男（5人きょうだい）として誕生。お産の時、頭が大きくて産道に引っかかったままだったので、医者が胎児を切って外に出そうとしたが、母が強く反対して医者が帰ってから何時間かしてようやく生まれた。漢方医であった祖父文隆より1字を授かり隆と命名。同年秋には父の医院開業のため、一家で飯石郡飯石村（現・雲南市三刀屋町）に移り住んだ。
1920年（大正9年）飯石小学校を優等で卒業して郡長賞をもらったが、島根県立松江中学校は補欠の3番目でようやく入学を認められた。県立松江中学校では5年生の時に級長となり、当時摂政宮であった昭和天皇を全校生徒の先頭に立って迎えた。運動は苦手で、運動会の徒競走はいつもビリから2番目だったと回想している。
1925年（大正14年）、松江中学校を卒業して松江高等学校理科乙類に入学。当時高校のドイツ語教師であったフリッツ・カルシュからドイツ語を学んだ。高校を卒業するころには唯物論者となっていたが、後の1947年（昭和22年）12月に高校の恩師である松原武夫宛のはがきによれば、キリスト教徒である彼から初めてイエス・キリストについて話を聞いている。高校では3年間弓の稽古をしたが、上達せずに辞めている。

### 長崎医科大学
1928年（昭和3年）3月、松江高校を優等で卒業し、長崎医科大学（現・長崎大学医学部）に入学。大学入学まではスポーツの苦手な優等生であったが、身長171センチ、体重70キロと当時としては大柄な体格であったことから長崎医大篭球部に誘われ、メモ書きを怠らない熱心さで、明治神宮で行なわれた全国大会で3等、西日本選手権制覇などに貢献。この部活動で上海や杭州にも遠征している。また、同大学のアララギ支社に入って、歌会にも参加した。
高校以来唯物論者であったが、母が1931年（昭和6年）3月29日に脳溢血で急逝したのを機に霊魂があると信じるようになる。その後、パスカルの『パンセ』を愛読し、カトリックに惹きつけられていった。浦上天主堂近くで牛の売買を営んでいたカトリックの森山家に下宿し、後に妻となる一人娘の緑（洗礼名：マリア）に出会った。森山家の先祖は隠れキリシタンで信者を指導し、教会暦を伝承する帳方であった。
1932年（昭和7年）5月、大学の卒業式で総代として答辞を読むことになっていたが、卒業式の5日前のクラス会の帰りに雨に濡れてそのまま寝たために急性中耳炎にかかり、命を落とすか障害者になるかという重症に陥った。この間、カトリック信者の老婆が世話をしたが、永井がうわごとで「天主の御母聖マリア、われらのために祈りたまえ」というのを聞いて「きっと信者になる」と思ったという。
2ヶ月後にようやく健康を取り戻したが、右耳が不自由になったため、当初志望していた内科を諦めて物理的療法科（レントゲン科）に入り、放射線医学を専攻することとなった。1932年（昭和7年）11月8日に助教授に就任した末次逸馬の下で助手として放射線物理療法の研究に取り組んだ。
1933年（昭和8年）2月1日、幹部候補生として広島歩兵連隊に入隊し、短期軍医として満州事変に従軍。この間、緑から送られた公教要理を読んでカトリックの教えに対する理解を深めた。
1934年（昭和9年）2月1日、出征より帰還し、大学の研究室助手に復帰。浦上天主堂の守山松三郎神父を訪れる。同年6月に洗礼を受け、洗礼名を日本二十六聖人の1人であるパウロ三木に因んでパウロとした。同年8月に森山緑と結婚。洗礼後まもなく妻の仲介によりカトリックの信徒組織である聖ヴィンセンシオ・ア・パウロ会（ヴィンセンシオ会）に入会。無料診断・無料奉仕活動などを行い、このころに培った奉仕の精神が、晩年の行動へと結びついて行く。
1935年（昭和10年）2月、急性咽頭炎に蛋白刺激療法を試そうとして雑菌を注射した後にアナフィラキシー症状を起こして危篤となった。そのため、終油の秘蹟を受けた。大学の景浦内科部長の手により助けられたが、それ以来喘息が持病となった。

### 日中戦争
1937年（昭和12年）、長崎医科大学の講師に就任。長女の郁子が生まれる。同年7月の日中戦争勃発後まもなく第5師団衛生隊隊長・軍医中尉として出征。河北・河中・河南で計72回の戦闘に従軍した。現地では日本軍のみならず、中国人への医療にも従事し、現地の知事から感謝の印として対幅の書を贈られた。また、現地でも長崎のヴィンセンシオ会から必要な物資を送ってもらい、現地の聖ヴィンセンシオ会を通じて分配した。

### 帰国後
1940年（昭和15年）2月に日本に帰国。功績により功五級金鵄勲章を受章。同年4月に長崎医科大学助教授・物理的療法科部長に就任し、1944年（昭和19年）3月3日、『尿石の微細構造』で医学博士号を授与された。
戦時中は結核のX線検診に従事したが、フィルム不足で透視による診断を続けたため、1945年（昭和20年）6月には被曝（散乱放射線被曝）による白血病と診断され、余命3年の宣告を受けた。この時白血球数10万8000、赤血球数300万（正常値は白血球7000程度、赤血球500万程度）であり、発病は1940年（昭和15年）と推定された。
この頃は「この戦争は是非勝たなければいけない。日本国のために、陛下のために。」と口癖のように言い、地域の婦人部の竹槍を指導したり、肝試しと称して血の付いたガーゼを暗くした部屋に散らし、骸骨を置いたりして地域の婦人部屋の端から出口まで通らせることもした。

### 被爆および救護活動
1945年（昭和20年）8月9日、長崎市に原子爆弾が投下され、爆心地から700メートルの距離にある長崎医大の診察室にて被爆。右側頭動脈切断という重傷を負うも、布を頭に巻くのみで救護活動にあたった。投下された爆弾が原子爆弾であると知ったのは、米軍が翌日に投下したビラを読んでからのことであった。
3日目の8月11日、学長代理として指揮をとっていた古屋野教授の許可を得て帰宅。台所跡から骨片だけの状態となった緑の遺骸を発見し、その骨片を拾い埋葬した。8月12日、子供と義母が疎開していた三山（市内西浦上）に行き、そこに救護本部を設置して被爆者の救護にあたった。
9月10日ごろ、昏睡状態に陥る。直前、辞世の句として「光りつつ 秋空高く 消えにけり」を詠じた。9月20日、傷口からの出血が止まらず再び昏睡状態に陥る。このため救護班は解散。マリア会の田川神父に告解をして終油の秘蹟を受けた。その後、出血が奇跡的に止まった。本人によると、本河内のルルドの水を飲み、「神父（かつて診察したことがあった）の取次ぎを願え」という声が聞こえたようなので、それに従ったという。
10月15日、三山救護所で救護活動の合間に「原子爆弾救護報告書」（第11医療隊）を執筆し、長崎医大に提出。その後25年間所在が不明だったが、長崎放送の田川裕記者によって1970年（昭和45年）に発見された。
1946年（昭和21年）1月28日、長崎医科大学教授に就任したが、同年7月には長崎駅近くで倒れ、その後は病床に伏すこととなった。11月17日、長崎医学会にて「原子病と原子医学」をテーマに研究発表を行った。

### 如己堂

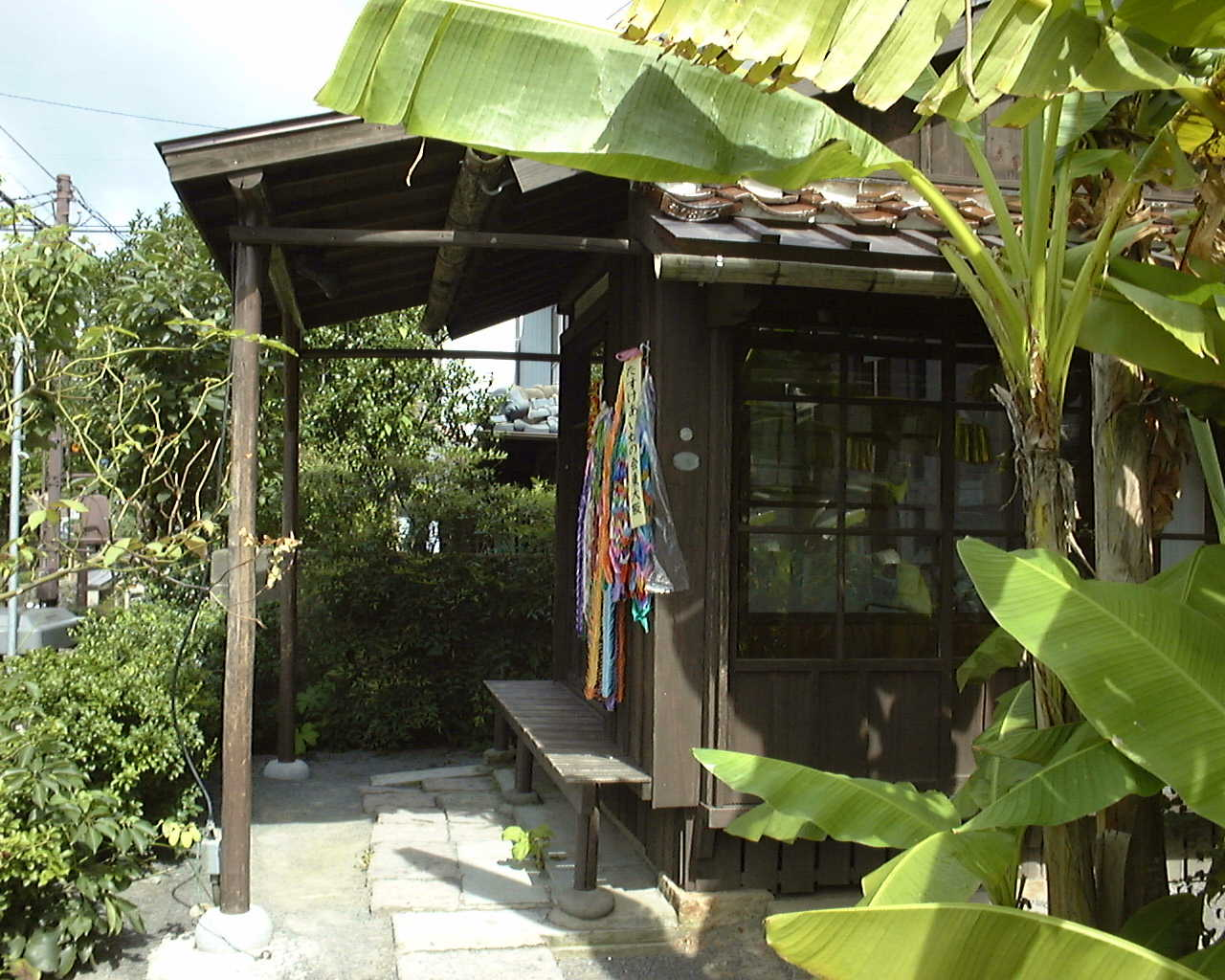
永井隆が死までの3年あまりの日々を過ごした如己堂（長崎県長崎市）

1948年（昭和23年）には荒野となった浦上の地に花を咲かせようと、桜の苗木1000本を浦上天主堂をはじめとする各所に寄贈。これらの桜は「永井千本桜」と呼ばれた。3月、浦上の人たちやカトリック教会の協力により、永井が療養を行うための庵が完成する。「己の如く人を愛せよ」の言葉から、庵の名前を「如己堂（にょこどう）」と名付けた。8月、大学を休職し療養に専念。ニュース映画「日本ニュース」の取材に、「ろうそくがもう切れかけてるようなもんですけれどね、最後までやっぱり光になって、ばーっと光ることができると思います。」と語る。
10月18日、来日中のヘレン・ケラーが見舞いに訪れる。予告なしの不意な訪問であった。1949年（昭和24年）5月27日、長崎医科大学の2階廊下でベッドに横臥した状態で昭和天皇の慰問を受ける（昭和天皇の戦後巡幸の一環）。永井は著書『いとし子よ』に天皇が口にした励ましを「何というありがたいお言葉だろう」と記したが、天皇は翌年永井に（湯川秀樹とともに）銀杯を授ける政府からの裁可書に対して「私はこんな宣伝屋はいやだが、そして湯川博士にもわるいと思ふが、裁可せぬ訳には行かぬと思ふが」と述べていたことが田島道治（当時宮内庁長官）の「拝謁記」に記されていたり、侍従の入江相政が長崎での面会について「二人の子供を御引合せしたりして少し宣伝が過ぎるやうだ」と日記に記していたことが今日では判明している。5月30日、浦上公民館で日本に運ばれていたフランシスコ・ザビエルの聖腕に接吻し、ローマ教皇特使としてギルロイ枢機卿の見舞を受けた。当初は聖腕と特使が如己堂に来ることになっていたが、永井はそれを辞退して公民館まで出向いた。
8月1日、長崎市長から表彰を受ける。9月30日、長崎医科大学教授を退官。12月3日、長崎市名誉市民の称号を受ける。
1950年（昭和25年）5月14日、ローマ教皇特使として大司教のフルステンベルクが見舞いに訪れ、ロザリオを下賜される。11月29日、永井がルハンの聖母像を欲しがっているのを知ったアルゼンチン大統領夫人エヴァ・ペロンにより、長崎市に送られたルハンの聖母像が長崎に到着。聖母像は大小2体で、大きいものはペロン夫人から長崎市、小さいものはブラジル在留日本人から永井個人に贈られた。

### 死去
1951年（昭和26年）2月には白血球数が39万を超えて危険な状態となる。4月1日に浦上四番崩れで石見国津和野藩（現・島根県鹿足郡津和野町）に配流されたキリシタン・守山甚三郎等を中心とした『乙女峠』の原稿を書き始め、4月22日に脱稿した。この原稿は誤字があまりにも多かったため、永井本人が驚く程であった。3日後の4月25日には右肩内出血により執筆不能となり、これが絶筆となった。
死ぬ前に医学生に白血病の最終段階を見せて、病気への知識を深めるのに役立てたいという永井の希望により、5月1日に長崎大学付属病院に緊急入院。この日まで入院を伸ばしたのはイタリア医師会から送られた聖母像を待つためであった。当初は容態が意外に良かったので、家族は夕の祈りの後に一度家に引き上げた。午後9時40分になって目まいを訴え、一時意識不明になった後で午後9時50分に意識を取り戻し、「イエズス、マリア、ヨゼフ、わが魂をみ手に任せ奉る」と祈り、駆けつけた息子の誠一から十字架を受け取ると「祈ってください」と叫んだ直後に息を引き取った。享年43。
遺言により、翌日5月2日の午後1時半から5時半まで松岡、林教授により遺体解剖が行われ、死因が白血病による心不全であると判明した。脾臓は3410g（正常値：94g）、肝臓は5035g（正常値：1400g）腎臓は左350g、右355g（正常値：左右140g）と肥大しており、心臓は白血病による筋肉組織の破壊が既に始まっていた。腹水は3100ccもあった。

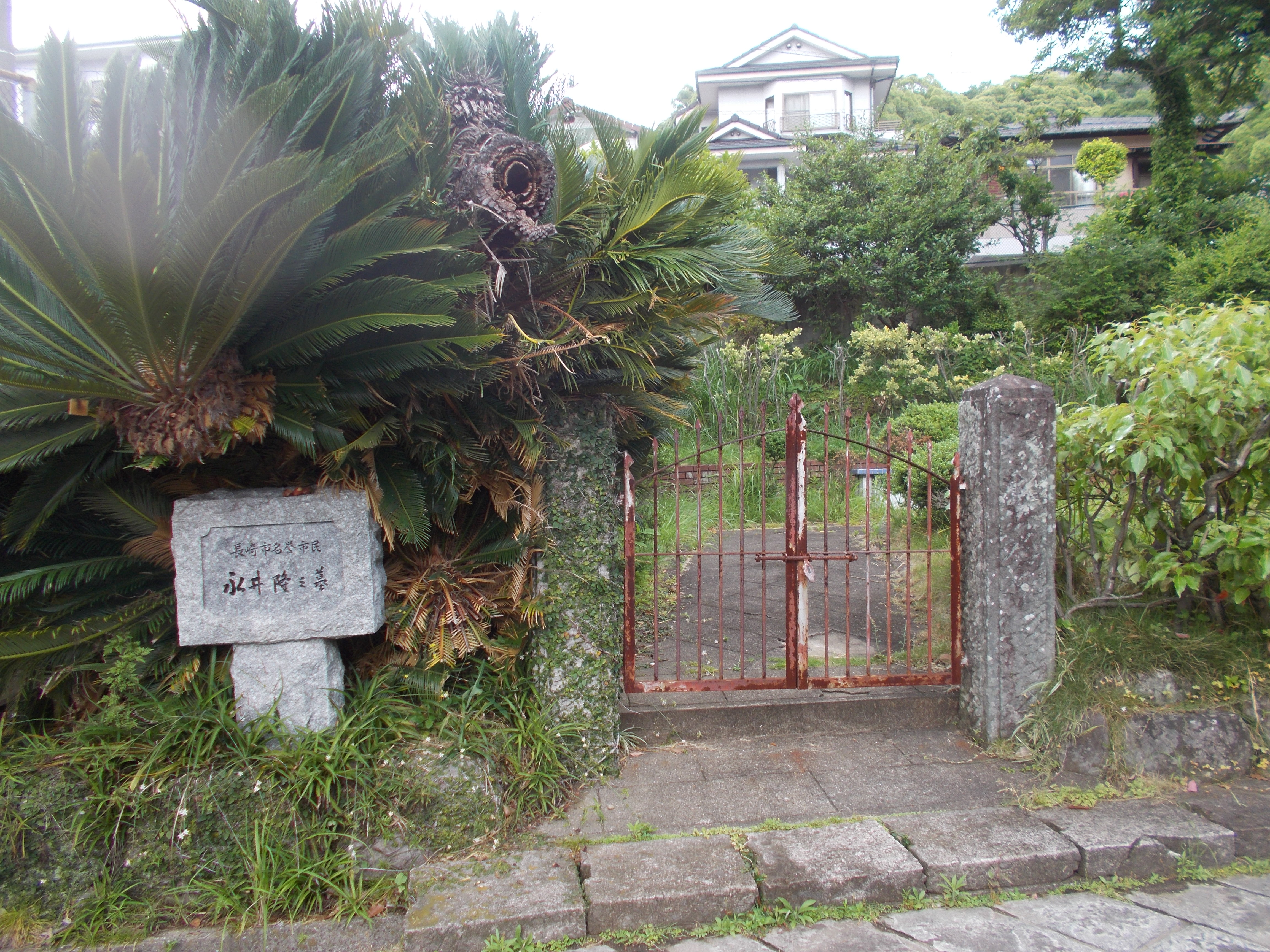
坂本国際墓地にある永井隆博士の墓

5月3日に先ず浦上天主堂で山口愛次郎司教司式による死者ミサが捧げられた。同日に長崎市は市公葬を行うことを決め、5月14日9時から浦上天主堂で市公葬が執り行われて2万人が参列した。田川務長崎市長が総理大臣の吉田茂等300通の弔電を1時間半にわたって読み上げた。正午に浦上天主堂の鐘が鳴ると全市の寺院、工場、船舶の汽笛が一斉に鳴り響き、市民は1分間の黙祷を捧げた。その後、亡骸は長崎市坂本町にある国際外人墓地に「長崎市名誉市民永井隆之墓」として緑夫人と共に葬られた。

#### 弔祭次第
1. ミサ - 山口愛次郎司教
2. 赦祷式

天主堂広場では以下の次第で一般告別式（市公葬）が執り行われ、終了後は葬送行列をなし墓地まで進んだ。
1. 市長祭文
2. 弔辞、弔文、弔電披露
3. 聖水徹水 - 遺族および市長
4. 黙祷 - 正午のサイレンを合図にした
5. 白ばらの歌合唱 - 純心学生
6. 市長挨拶

## 受賞歴など
- 1940年（昭和15年）に金鵄勲章、旭日章臣皇

## 思想
- カトリック教徒でもあった永井は、原爆投下を「神の御摂理」と解釈し、さらに、原爆死没者を「汚れなき小羊の燔祭（ホロコースト）」、生き残った被爆者は「神が与えた試練であり、神に感謝」すべきと説いていたことが、元長崎大学教育学部教授の高橋眞司が提起した浦上燔祭説の中で論評されている。
- ホロコーストの古い記録は、フラウィウス・ヨセフス・ベン・マタティア著『ユダヤ戦記』の中に、以下のように残っており、神学研究者や研究熱心なクリスチャンの間で知られていた。
  - 「イエスの福音書の流布とほぼ同年代に当たる紀元後70年8月（ユダヤ暦第6月8日、9日、10日）、エルサレム神殿に立て篭もった何千人ものユダヤ人が、ローマ軍とマタティア・ハスモン王朝の母系子孫であるアグリッパ2世の同盟軍によって、大量焼死（ホロコースト）させられた。」

- 『生命の河―原子病の話』では、ヒトラーがドイツ民族の血の純潔を保つと言い出したために、原子力の利用法を考えていた科学者のほとんどがアメリカに集まり、原子爆弾が案外早く出来上がって、日本も戦争にとびこんで、長崎市民の血を求められたと書いている[54]。

### 原子力について
1945年8月-10月の救護活動をまとめた『原子爆弾救護報告書』の結語で、永井は原子力の利用に対して肯定的な考えを述べている。
また、『聖母の騎士』1947年2月号には原子力が利用される時代を以下のように描いている。
原子力委員会委員長を務めた藤家洋一は、2004年の講演で『原子爆弾救護報告書』の結びを「祖国は敗れた。大学は灰燼に帰した。しかし原爆の理屈（核分裂反応）はこれから使わねばいけない。この原子力のエネルギーが人類の文化の発展に貢献するようになった時、初めて原爆被害者は心の安らぎを覚えるであろう」と話し、原子力の本質を見事に捉えていると評価した。
福島第一原子力発電所事故後に福島県放射線健康リスク管理アドバイザーを務めた、長崎大学・福島県立医科大学副学長の山下俊一はその著作『放射線リスクコミュニケーション』に「原子力の問題が出たときには、昭和20年の10月に書かれた永井隆の原爆救護報告書の最後の一文を述べるようにしています（中略）原子力という科学の光、力を利用してより良い世界を作って行くべきだ、ということを彼はその当時既に書いているのです」と書き、『原子力文化』2012年1月号の作家森福都との対談では、それを「わが祖国は敗れた。すべてが灰燼に帰した。しかし、この禍を転じてわが国は原子力の平和利用によって、亡くなった方々に対し罪をあがなわなくてはいけない。その結果、わが国はきっと復興する」と言い換えている。
日本エネルギー会議発起人で工学者の澤田哲生は「原爆＝原発ではない。両者を区分けするのが人間の叡智であり、それを実現するのがエンジニアリングです。そこに永井隆博士の願いがありました」と語っている。
永井は原子力の平和利用に期待をかけたが、一方で原子力より先の学問があるという考えを持っていた。

### 平和
永井は『いとし子よ』の中で日本国憲法についてふれ、自分の子供に戦争放棄の条項を守ってほしいと書いている。

## 家族
妻・緑は純心高等女学校で家庭科の教員をしていた。
永井夫妻は1男3女、長男・誠一（まこと）、長女・郁子（いくこ）、次女・茅乃（かやの）と三女・笹乃（ささの）の子供をもうけたが、長女と三女はいずれも夭折した。
長男・誠一は時事通信に入社（記者）し定年退職まで同社に勤務、退社後となる1998年（平成10年）5月から長崎市立永井隆記念館館長を務め、父の伝記『永井隆』も著したが、2001年4月4日に肺炎で亡くなった。
次女・茅乃は作家として「娘よ、ここが長崎です―永井隆の遺児、茅乃の平和への祈り」を刊行している。晩年には信者としてカトリック枚方教会の売店で受付をするかたわら、父のことに関する活動にも関わっていたが、2008年2月2日の永井隆生誕百周年前日に肝細胞がんで亡くなった。茅乃は純心女子高等学校の卒業生でもある。

## 記念
1950年（昭和25年）に永井が私財で作った子供のための図書室『うちらの本箱』を前身とした長崎市立永井図書館が1952年（昭和27年）に完成し、1969年には市立永井隆記念館と改称。1970年
- 『輝やく港』(未発表作) : 作品と原稿(1), 小西 哲郎 長崎外国語大学
- 『輝やく港』(未発表作) : 作品と原稿(2), 小西 哲郎 長崎外国語大学

## 著作物
主なもの

### 著作
- 永井隆『ロザリオの鎖』ロマンス社、1948年6月。 NCID BN11461248。全国書誌番号:46027804。
  - 永井隆『ロザリオの鎖 増補6版』ロマンス社、1949年。doi:10.11501/1130219。
  - 『ロザリオの鎖』：新字新仮名 - 青空文庫
- 永井隆『この子を残して』大日本雄辯会講談社、1948年9月。doi:10.11501/1155671。 NCID BN05055038。全国書誌番号:48007982。
  - 『この子を残して』：新字新仮名 - 青空文庫
  - 再刊は、秋津書舎版（七つ森書館 (発売)、2005年8月、ISBN 4822805069 ）、日本ブックエース版（2010年、ISBN 4284800760）など複数ある。
- 永井隆『生命の河―原子病の話』日比谷出版社、1948年11月。 NCID BA46558107。全国書誌番号:48007047。

再刊は、以下ののものなど複数ある。
- 永井隆『生命の河―原子病の話』サンパウロ〈アルバ文庫〉、2008年。ISBN 4805648228。

- 永井隆『長崎の鐘』日比谷出版社、1949年1月30日。doi:10.11501/1131126。 NCID BN0505483X。全国書誌番号:46028574。
  - 『長崎の鐘』：新字新仮名 - 青空文庫
  - 再刊は、日本ブックエース版（2010年、ISBN 9784284800778）、勉誠出版版（2018年、ISBN 9784585912347）など複数ある。
- 永井隆『いとし子よ』大日本雄辯会講談社、1949年。 NCID BN05054953。全国書誌番号:49006958。

再刊は、以下のものなど複数ある。
- 永井隆『いとし子よ』サンパウロ〈アルバ文庫〉、1995年。ISBN 4805604484。

- 永井隆「八月十五日に思う」『小学五年生』1950年8月号、小学館、1950年8月、doi:10.11501/1741344、全国書誌番号:00011242。
- 永井隆『原子野録音』聖母の騎士社〈聖母文庫〉、1989年8月。ISBN 4882160455。全国書誌番号:91030057。

#### 全集
- 『永井隆全集』（全1巻）講談社、1971年。全国書誌番号:75017300、doi:10.11501/12541382、OCLC 703774476。
- 『永井隆全集』（1巻～3巻）サンパウロ、2003年7月。NCID BA63781909、1巻 ISBN 9784805664100、2巻 ISBN 4805664118 3巻 ISBN 4805664126。
  - 『永井隆全集 第四巻―書画集―』（最終巻）サンパウロ、2023年8月。ISBN 4805664134、全国書誌番号:23871386、永井隆全集 第四巻―書画集― | 聖パウロ修道会 サンパウロ 公式サイト

#### 編著
- 永井隆 編『原子雲の下に生きて―長崎の子供らの手記』大日本雄弁会講談社、1949年。doi:10.11501/1705235。全国書誌番号:49005942。
  - 再刊；中央出版社版（1977年8月、ISBN 4805628014）、サンパウロ版（アルバ文庫、1995年8月、ISBN 9784805628102）
- 『私達は長崎にいた―原爆生存者の叫び』永井隆 編著、大日本雄弁会講談社、1952年。doi:10.11501/1660094。 NCID BA3297905X。全国書誌番号:53001245。
  - 再刊；中央出版社版（1978年6月、ISBN 4805697032、NCID BN05605864）、サンパウロ版（アルバ文庫、1997年2月、ISBN 4805697253）など。

#### 翻訳
- ブルース・マーシャル（英語版）著『世界と肉体とスミス神父』プルダン・モンフェット(Purdent Monfette)・永井隆（共訳）主婦之友社、1947年、全国書誌番号:46032365、NCID BA48095145。
  - 再刊；聖母の騎士社（2014年3月1日、ISBN 4882163535）
- フランシス・クレメント・ケリー（英語版）著『野鼠―フアンタジイ』プルダン・モンフェット・永井隆（共訳）、ドン・ボスコ社、1949年7月、全国書誌番号:20400568、NCID BA87384878

## 映画・ドラマ
- 1950年（昭和25年）、大庭秀雄監督による『長崎の鐘』が公開された。
- 1983年（昭和58年）、木下惠介監督による『この子を残して』が公開された。
- 2012年（平成25年）、イギリスのメジャー・オーク・エンターテイメントは、永井の生涯を題材とした『All That Remains：The Story of Takashi Nagai（残りしもの：永井隆の物語）』を製作、2016年に公開された[71]。ロンドン在住の俳優、レオ芦澤、ユナ・シン、メグ久保田、梶岡潤一らが出演している。

## 演じた人物
- 若原雅夫 - 長崎の鐘、松竹、1950年
- 加藤剛 - この子を残して、松竹、1983年
- 吉岡秀隆 - エール、NHK、2020年、役名は永田武

## 関連施設
- 如己堂、永井隆記念館（長崎県長崎市）
- 浦上天主堂（長崎県長崎市） - 著書「長崎の鐘」の舞台。
- 永井隆博士記念館（島根県雲南市）
- 長崎市立山里小学校 あの子らの碑